# Sankt Margarethen im Lungau
Sankt Margarethen im Lungau är en ort och kommun  i Österrike. Den ligger i distriktet Tamsweg i förbundslandet Salzburg, 240 km sydväst om huvudstaden Wien.